# Forget Yourself
Forget Yourself (en español: Olvídate de ti mismo) es el duodécimo álbum de estudio de la banda de rock australiana The Church, publicado en octubre de 2003. El álbum fue producido en gran parte por el baterista Tim Powles, logrando una mayor presencia de la banda grabando sus jam sessions y minimizando el uso de overdubs.
Tratando de replicar su sonido en directo, distintos críticos musicales y medios de comunicación destacaron la renovada energía presente en el material.

## Recepción

### Crítica
Forget Yourself obtuvo mejores reseñas comparado a su álbum previo After Everything Now This, con John D. Luerssen para AllMusic describiéndolo como “un disco mágico y atemporal que está fácilmente al mismo nivel de su material cumbre de la década de 1980”, además de destacar a las canciones etéreas «Telepath», «Maya» y «June». Una opinión similar aparece en la reseña de Pitchfork Media, donde describe al material como «tradicionalista», al recapturar segmentos de álbumes previos como Priest=Aura en «Telepath».

### Reconocimientos
| Publicación | Lista                                       | Posición |
| ----------- | ------------------------------------------- | -------- |
| MSN Music   | Best Indie Label Alternative Albums of 2004 | 9        |

## Lista de canciones
Todas las canciones escritas y compuestas por Kilbey/Koppes/Powles/Willson-Piper. 
| N.º      | Título                       | Duración |  |
| 1.       | «Sealine»                    | 5:06     |  |
| 2.       | «Song in Space»              | 5:24     |  |
| 3.       | «The Theatre and Its Double» | 4:34     |  |
| 4.       | «Telepath»                   | 4:56     |  |
| 5.       | «See Your Lights»            | 4:14     |  |
| 6.       | «Lay Low»                    | 4:13     |  |
| 7.       | «Maya»                       | 3:45     |  |
| 8.       | «Appalatia»                  | 4:09     |  |
| 9.       | «June»                       | 4:05     |  |
| 10.      | «Don't You Fall»             | 3:10     |  |
| 11.      | «I Kept Everything»          | 4:01     |  |
| 12.      | «Nothing Seeker»             | 4:22     |  |
| 13.      | «Reversal»                   | 4:41     |  |
| 14.      | «Summer»                     | 7:02     |  |
| 01:07:45 |                              |          |  |

| Bonus CD (Estados Unidos) |                |          |  |
| N.º                       | Título         | Duración |  |
| 1.                        | «Serpent Easy» | 14:44    |  |
| 2.                        | «Cantilever»   | 10:00    |  |
| 3.                        | «Moodertronic» | 4:22     |  |
| 29:06                     |                |          |  |

## Posicionamiento en listas
| Listas (2004)                       | Mejor posición |
| ----------------------------------- | -------------- |
| Estados Unidos (Independent Albums) | 42             |

## Historial de lanzamiento
| País           | Fecha                 | Formato        | Edición          | Discográfica            | Ref.   |
| -------------- | --------------------- | -------------- | ---------------- | ----------------------- | ------ |
| Australia      | 27 de octubre de 2003 | Disco compacto | Estándar         | Cooking Vinyl           | [ 1 ]  |
| Estados Unidos | 3 de febrero de 2004  | Disco compacto | Edición limitada | Cooking Vinyl · spinART | [ 13 ] |